# 勒琼营
美国海军陆战队勒琼营（英語：Marine Corps Base Camp Lejeune），是位于美国北卡罗来纳州东南沿海的一处大型军事基地，由美国海军陆战队使用。基地始建于1941年，以1920年代美国海军陆战队司令约翰·A·勒琼命名。基地占地 153,439英亩，其长达14英里的大西洋海滩为兩棲作戰提供了理想的训练地。基地位于威尔明顿和莫尔黑德城两处深水港之间，为部队的快速部署提供了便利。

## 驻扎单位
在该基地驻扎的单位主要有：
- 美國海軍陸戰隊第二遠征軍
- 美國海軍陸戰隊特種作戰司令部
- 美国海军陆战队第2师
- 美国海军陆战队第22远征队（英语：22nd Marine Expeditionary Unit），美国海军陆战队第24远征队（英语：24th Marine Expeditionary Unit），美国海军陆战队第26远征队（英语：26th Marine Expeditionary Unit）
- 其他还包括各后勤、医疗、训练、后备支援等单位

## 事件
- 勒琼营水污染事件（英语：Camp Lejeune water contamination）：1957年到1987年间，基地发生了水污染事件。1980年代的检测中发现其饮用水中含有严重超标的四氯乙烯和三氯乙烯等化学物质。[5]2012年，奥巴马总统签署法案，为当年服役的军人和家属提供医疗服务。[6]
- 勒琼营种族冲突事件（英语：Camp Lejeune incident）:1969年7月20日深夜，勒琼营内几十名白人和黑人士兵之间发生了冲突，冲突过后7天，一名白人士兵因头部受伤死亡。[7][8]
- 飓风佛罗伦斯 (2018年)：2018年，佛罗伦斯飓风对该基地造成重大破坏。勒琼营以及附近的新河空军基地（英语：Marine Corps Air Station New River）、樱桃角空军基地（英语：Marine Corps Air Station Cherry Point），共900多座建筑物受损。[9][10]

## 图片集

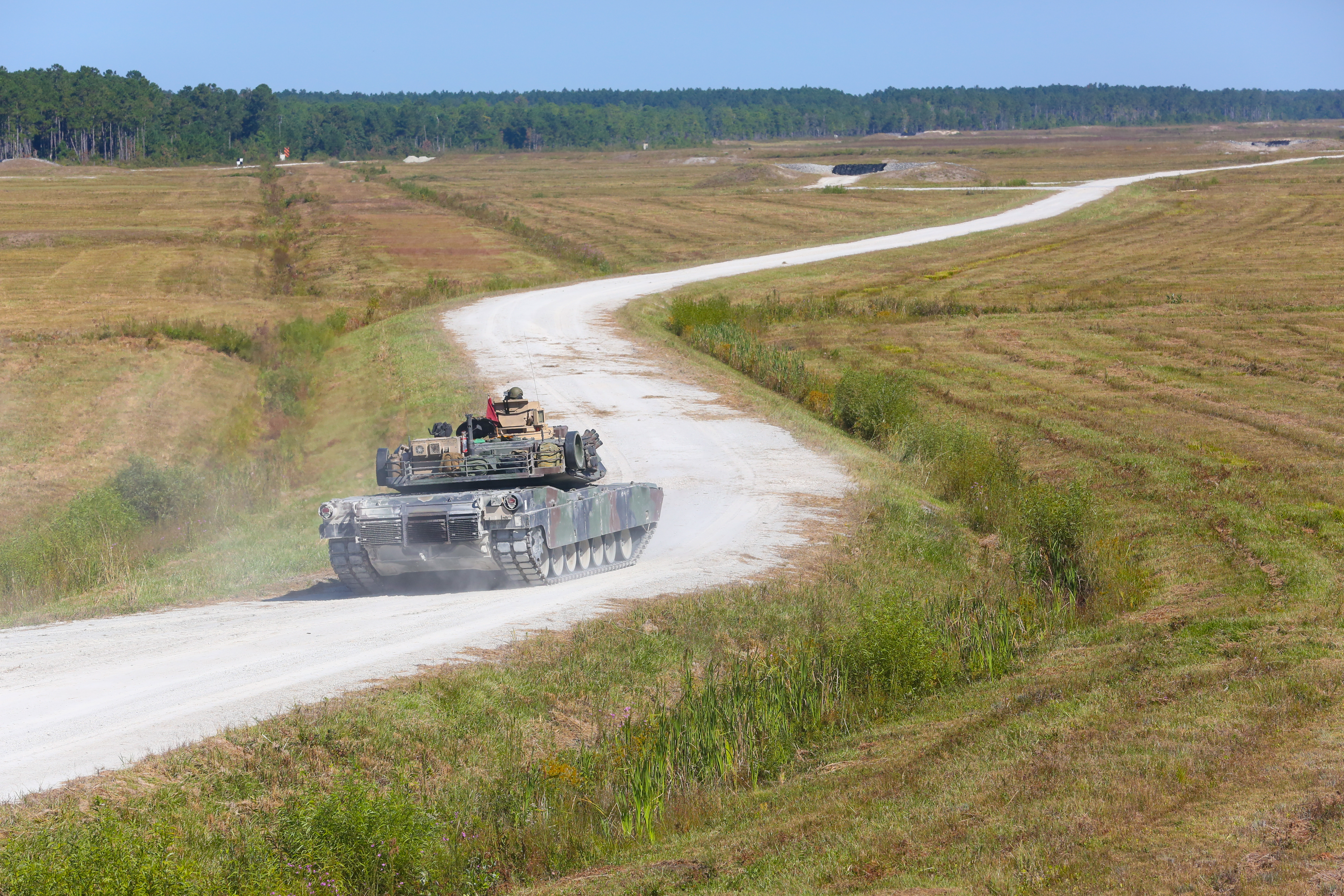
海军陆战队第2师M1A1坦克在勒琼营训练
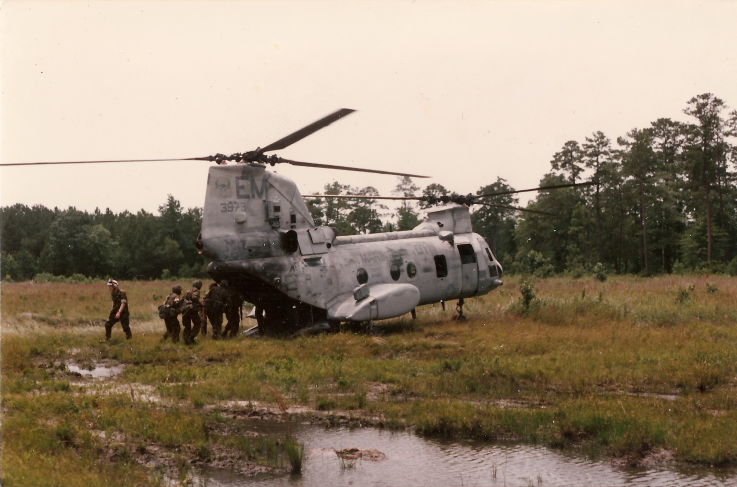
皇家百慕大团在勒琼营
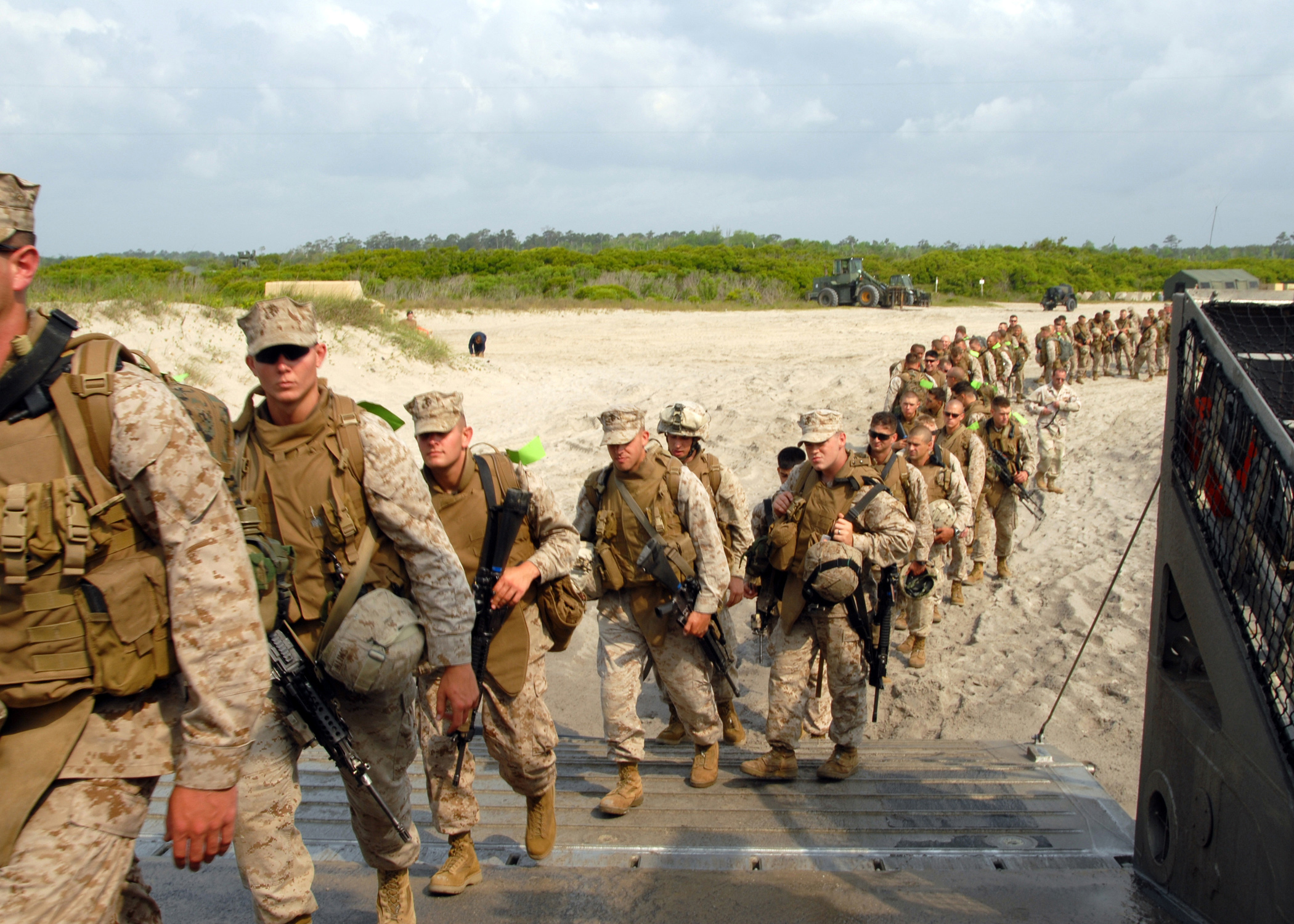
勒琼营海军陆战队登船
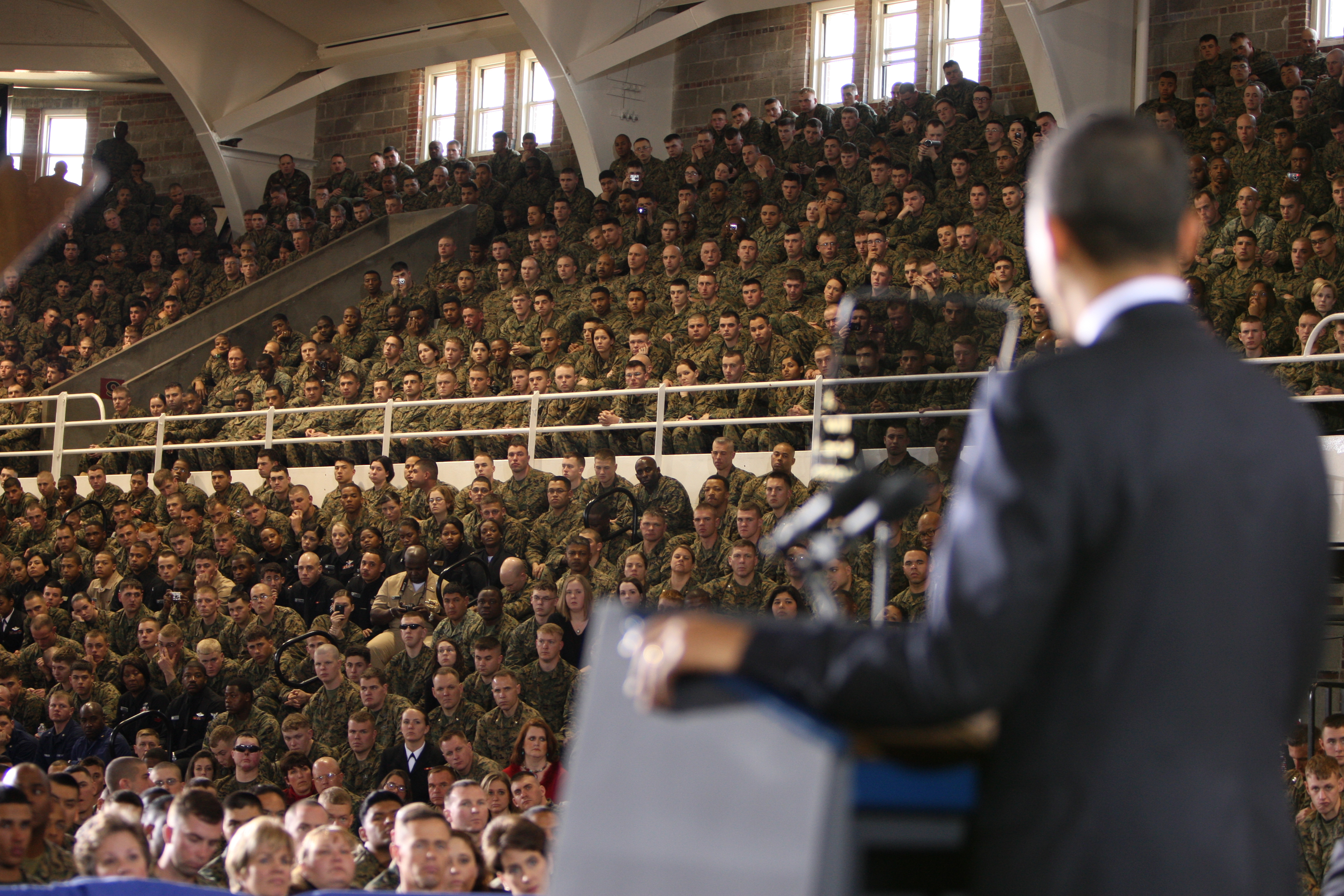
奥巴马在勒琼营